# Catariina Salo
Catariina Salo är en finlandssvensk journalist. Hon är politikreporter på Svenska Yle.
Salo har varit redaktör och programledare för den finlandssvenska radiokanalen Yle X3M. Hon utsågs 2015 till Miss Gay Finland, en titel som gav henne en plattform för att uppmärksamma HBTQ-frågor i Finland. Hon donerade vinstsumman till föreningen Regnbågsankan, numera Regnbågsallians Svenskfinland. Tävlingen blev också första gången som Salo offentligt berättade att hon var bisexuell.
År 2017 valdes Salo första gången till ordförande för föreningen Regnbågsankan. Fyra år senare, 2021, valdes hon åter till ordförande. Under Salos andra år som ordförande bytte föreningen namn till Regnbågsallians Svenskfinland, ett namnbyte som Salo menade skulle professionalisera föreningens verksamhet och uppdatera imagen utåt. Hon ersattes i december 2022 av Lina Bonde.
Salo har tidigare arbetat på finlandssvenska nyhetsbyrån SPT. Sedan SPT lades ner 2021 har hon arbetat som politikreporter på Svenska Yle. Den 27 juni 2023 berättade Salo i radioprogrammet Vegas sommarpratare om hur Pingstvännernas syn på homosexualitet skadade hennes identitet, självkänsla och kontakten till mamma.
Salo gav ut romanen Parasit på Schildts & Söderströms våren 2024.